# Cunt
Cunt (с англ. — «пизда») — грубое, непристойное слово в английском языке, имеющее в качестве основного значения женские гениталии. В Оксфордском словаре английского языка издания 1972 года первые упоминания корня «cunt» датируются 1230 годами (название лондонской улицы «Gropecunt Lane»).
К позднему Средневековью слово стало восприниматься как настолько грубое и непристойное, что в XIX веке его запретили. После периода неупотребления данного слова слово начало использоваться в XX веке в научно-популярной литературе. Слово имеет широкий диапазон использования наравне с другим обсценным английским словом «fuck» и может быть существительным, прилагательным, местоимением и другими частями речи.
Слово «cunt» обычно используется людьми в сексуальной сфере. Данное употребление датируется концом XIX века. В других диалектах английского языка «cunt» означает «тупая или неприятная персона», где словарь Merriam-Webster употребляет это слово «ненормативно: женщина», в США это, как правило, «оскорбительное наименование женщины». Писатель Жермен Грир сказала, что «это одно из слов в английском языке, которое имеет такую смысловую нагрузку».

## Этимология
Происхождение слова «cunt» в настоящее время сильно оспаривается, но большинство источников считает, что слово имеет германское происхождение (протогерманские слова *kuntō и *kuntōn-), в древнескандинавском языке имея соответствующую форму «kunta». Происхождение самого протогерманского слова неясно. В английском языке существует множество произношений этого слова таких, как «coynte», «cunte» и «queynte», которые не всегда означают действительное произношение этого слова. Родственные слова есть в большинстве германских языков, в том числе в шведском, фарерском и нюнорске «kunta»; фризском и нижненемецком «kunte».
Слово приобрело современный смысл в средневековом английском языке. «Притчи Альфреда» — манускрипт, датированный 1325 годом, содержит следующую запись:
Ȝeue þi cunte to cunnig and craue affetir wedding.
Давайте свою пизду мудро и предъявляйте требования после свадьбы 
(совр. англ. Give your cunt wisely and make [your] demands after the wedding)

### Обсценное значение
Слово «cunt» считается непристойным в англоговорящих странах, а также табуируется в общественных местах. Слово описали как «самое табуированное слово во всём английском языке», хотя этот факт оспаривается.
Некоторые феминистки с 1970-х годов стремились устранить пренебрежительное отношение к женщинам, в том числе словами «bitch» (сука) и «cunt». В контексте порнографии Кэтрин Маккинон утверждала, что использование данного слова в целях унижения женщин путём простого уменьшения частей тела; и в 1979 году Андреа Дворкин описала слово как «одно из важнейших — „cunt: наша сущность… наши преступления“».

## Использование

### До XX века
Слово «cunt» приобрело анатомическое значение, по крайней мере, с XIII века. Пока в 1785 году Фрэнсис Грос составлял «Классический словарь вульгарных слов», в том числе и «C**T: a nasty name for a nasty thing», слово не появлялось ни в одном крупном английском словаре с 1795 по 1961 год, когда слово было включено в «Третий новый международный словарь» с комментарием, что оно считается непристойным. Его первое появление в «Оксфордском словаре английского языка» в 1972 году, который цитирует это слово и считает, что оно находилось в эксплуатации с 1230 года и что якобы лондонская улица носит название «Gropecunte Lane». Кроме того, слово использовалось и до 1230 года, будучи заимствованным у англосаксов, когда первоначально оно не являлось непристойным, а было прямым обозначением вульвы или влагалища. «Gropecunt Lane» (буквальный перевод «пиздощупальный переулок») была улицей проституции. В Средневековье улицы назывались в честь товаров, которые на них продавались, например, «Серебряная улица» и «Рыбная улица». В некоторых местах непристойное название было вычищено, облагорожено (англ. «bowdlerised» по фамилии титульного автора семейного, очищенного от непристойностей издания Шекспира в эпоху Викторианской морали доктора Томаса Баудлера), эвфемизировано, как в городе Йорк, где использовалось более приемлемое название, созвучное с первой, приличной на английском частью (grope щупать) прежнего: Grape Lane «Виноградная линия».

### Современное использование

#### По отношению к женщине
По отношению к женщине слово «cunt» считается оскорбительным словом, более сильным, чем слово «bitch» (сука). Особенно в этом значении слово используется в США, где слово применяется исключительно к лицам женского пола или иногда даже по отношению к женственным лицам мужского пола, в то время, как в Соединённом Королевстве и Ирландии слово используется по отношению к лицам обоих полов, означающее «bastard» (ублюдок) или «wanker» (дрочила). В фильме «Пролетая над гнездом кукушки» главный герой Макмёрфи объясняет, почему ему не нравится медсестра Рэчед, объяснившись следующим образом: «она в чём-то пизда, не правда ли, доктор?» Кроме того, это слово может использоваться в значении, что половой акт является первостепенной функцией женщины.
В 1971 году в Великобритании во время суда адвокат спросил писателя Джорджа Мелли: «Считаете ли вы свою 10-летнюю дочь пиздой?», в ответ на что Мелли сказал: «Нет, потому что я не думаю, что она такая».

#### По отношению к мужчине
В 1929 году Фредерик Мэннинг выпустил книгу «The Middle Parts of Fortune», касающуюся Первой мировой войны. В ней англичанином Томми Аткинсоном регулярно употребляется слово «cunt»:
And now the bastard's wearin' the bes' pair slung round 'is own bloody neck. Wouldn't you've thought the cunt would 'a' give me vingt frong for 'em anyway?

What's the cunt want to come down 'ere buggering us about for, 'aven't we done enough bloody work in th' week?
Хотя обычно это слово является в англоговорящих странах уничижительным, оно широко применяется и может выражать даже нежность. Как и слово «fuck», это слово нередко используется молодёжью, о чём свидетельствует фильм «На игле».

#### В современной культуре
Театр
В 1968 году в Соединённом Королевстве была отменена театральная цензура; ранее все театральные постановки подвергались проверке на цензуру. Это послабление режима сделало возможным постановку в Соединённом Королевстве продукции, как музыкальная постановка «Волосы» и «О! Калькутта!». Но слово «cunt» в последние годы[когда?] не произносилось в британском театре.
В 1996 году началась театральная жизнь пьесы американской писательницы Ив Энслер «Монологи вагины», обошедшей сцены театров всего мира.
Радио
6 декабря 2010 года на радиоканалах BBC, Radio 4 и Today Джеймс Науфти назвал британского секретаря культуры Джереми Ханта Jeremy Cunt; он объяснил этот факт тем, что он кашлял, но закончил смеяться над этими словами, говорив о другом весь следующий час. Чуть позже Эндрю Марр сослался на инцидент во время телешоу «Начало недели» где сказал, что «мы не будем повторять ошибку», после чего Марр принял такой вид, будто ничего и не было. Использование этого слова BBC назвали «…an offensive four-letter word…»(бранное слово из четырёх букв).

#### Использование в других отраслях
Слово «cunt» используется в технических терминах разных отраслей деятельности.
- В морском обиходе используется понятие «cunt splice» («пиздовое сращивание»), являющееся одним из видов сращивания верёвки и использующееся для фальшивого присоединения двух линий на кораблях[24]. По имеющимся данным это название ввёл в общее употребление Томас Боудлер в 1861 году и в последнее время это называют «cut splice» («разрубное сращивание»)[25].
- Ранее в типографской печати с литых форм использовался специальный термин «cunt lead» («пиздополоска»), который означал небольшое наращение междустрочного интервала, как правило, менее чем на 1 пункт. Происхождение термина связано с использованием шпона — свинцовых (англ. lead) пластин, вставляемых между строками в наборе[26].
- У американских военнослужащих для обозначения военной формы, в частности для плоской, мягкой шляпы со складкой используется специальный термин «cunt cap»[27]. Это общее название для обозначения пилотки или зарубежной шапки.
- «Cunt hair» («волос с пизды») или «red cunt hair» («рыжий волос с пизды»)[27] используется с конца 1950-х годов, означая очень малую дистанцию[2].
- «Cunt-eyed» («пиздоглазый») используется по отношению к человеку, имеющего проблемы со зрением[2].

#### Другие значения
Иногда это слово используется, чтобы показать степень крайнего разочарования и гнева: «I’ve had a cunt of a day!» («День был полной пиздой!») или «This is a cunt to finish» («Это полная пизда!»).
В ходе исследования диалектов английского языка 1950—1961 годов было выявлено, что некоторых регионах Англии слово употребляется в значении «вульва коровы». Произносится оно как [kʌnt] в Девоне и как [kʊnt] на острове Мэн, в Глостершире и Нортамберленде. Сродным ему может быть слово cunny [kʌni], употребляемое в том же значении в Уилтшире.
Используемое в повседневной жизни слово «cunting» используется в качестве усиления значения фразы аналогично слову «fucking».
Кроме того, в активной лексике употребляется слово «cunty», хотя оно используется редко: в произведении Ханифа Курейши «Моя прекрасная прачечная» описывается заселение Англии пакистанскими иммигрантами, которые «eating hot buttered toast with cunty fingers», что указывает на лицемерие и безнравственность за фасадом в стране. Это слово употреблял британский новеллист Хенри Грин.
«Cunted» может употребляться по отношению к человеку, который находится в состоянии сильного алкогольного опьянения или под влиянием наркотиков.